# ひよ子だあ〜!
『ひよ子だあ～!』は、室山まゆみによる日本のギャグ漫画作品。1982年から講談社の『なかよし』にて連載された。

## 概要
本作は室山の初の連載作品であるハッピー・タンポポが下敷きとなっており、設定や登場人物が酷似している。室山は「『ハッピー・タンポポ』は最後はネタ切れになってしまい連載を終了せざるをえなかった。でもタンポポは好きなキャラクターだったのでもう一度タンポポが書きたかった」と語っている。本作は1993年に『てんとう虫コミックススペシャル　室山まゆみ傑作集(3)』として単行本が出版された（現在は絶版）。ただ、全話は収録されておらず、作者がセレクトした作品のみが収録されている 。

## ストーリー
元気いっぱいな少女・ひよ子と、隣人・翼、更に幼馴染みのツバメたちが繰り広げるドタバタコメディー。

## 登場人物
中庭ひよ子
主人公。鳥籠小学校に通う小学五年生。頭の上で二つくくりにした金髪が特徴的。勉強が苦手で運動神経もよくない。50メートルを12秒で走って「速くなった」と喜んでいる。大食らいであり、よくパンパンに太ってしまう。オバケが大の苦手。
孔雀谷ツバメ
鳥籠小学校へ転校してきた少女。ひよ子とはこすずめ幼稚園で同じクラスだった幼馴染みで、喧嘩友達。丁寧な言葉遣いで喋り、ひよ子のことも「ひよ子さん」と呼ぶが、怒ると乱暴な言葉となり呼び捨てになる。
青空翼
ひよ子の隣に住む幼馴染みの少年。幼稚園時代はごく平凡な顔立ちだったが、小学5年生時点では美少年となっている。ひよ子とツバメの騒動に巻き込まれがちだが、当人が原因になることもなくはない。
ひよ子のママ
父親が海外出張でほとんど家に帰らないため、ひよ子と2人暮らしをしている。しょっちゅう太ってしまうひよ子に頭を悩ませている。夏休み終盤になると、毎年親子げんかを繰り返している。